# Senado de Alaska
El Senado de Alaska es la Cámara Alta de la Legislatura Estatal del Estado de Alaska, Estados Unidos.

## Funcionamiento
El Senado aprueba leyes estatales, las cuales son revisadas por comités estatales y deben tener un auspiciante. Una vez aprobadas las leyes son enviadas a la Cámara de Representantes de Alaska donde pueden ser aprobadas sin enmiendas y remitidas al gobernador para su firma. Si se realizan enmiendas entonces se devuelve al Senado para que vote o no las enmiendas. Usualmente las enmiendas de analizan en un comité entre las dos cámaras. Una vez aprobado por ambas cámaras el gobernador puede firmar la ley, poniéndola en vigencia, o puede vetarla en cuyo caso el Senado requiere de dos tercios de los votos para aprobarla. El Senado es también la única de las cámaras que pueden confirmar los nombramientos del gobernador que requieren refrendo.

## Miembros
Para ser senador estatal es requisito tener 25 años, al menos 3 años de residencia en Alaska y uno de residir en el distrito que se representa. Es posible remover a un senador de su cargo con dos tercios de los votos, cosa que solo ha sucedido una vez: en 1982 cuando George Hohman fue depuesto por corrupción, algo inusual ya que los senadores cuestionados usualmente prefieren renunciar a su cargo.

## Presidencia
A diferencia de otros estados, el vicegobernador no es el presidente oficial del Senado, sino que este es electo de entre los senadores.